# راشیان
راشیان یا فاگاسه (به انگلیسی: Fagaceae)، یا تیره بلوط مشتمل بر  ۹۲۷ گونه از درختان و درختچه‌های همیشه سبز و برگریز است.
این تیره (خانواده) خشکی‌پسند، برگ‌ها همیشه‌سبز یا خزان‌دار؛ در اندازه‌های متوسط؛ متناوب؛ مارپیچی، دو ردیفه یا چهار ردیفه؛ علفی یا چرمی؛ دمبرگ‌دار؛ غیرپوششی و ساده‌اند. پهنکِ برگ، بریده بریده یا یکپارچه؛ پرمانند؛ دارای رگبرگ پرمانند. برگ‌ها گوشوارک‌دار؛ گوشوارک‌ها زوداُفت. حاشیهٔ پهنکِ برگ، یکپارچه یا دندانه‌دار. و نیز اندام‌های رویشی به‌صورت فلس مانند است.
از سرده‌های (جنس) مهم این خانواده می‌توان، بلوط، شاه‌بلوط و راش را نام برد.

## مطالعه بیشتر
http://www.pnu.ac.ir/Portal/File/ShowFile.aspx?ID=4d6c77e2-5c99-4852-aa84-e74079449bc7